# Couzon-au-Mont-d'Or
Couzon-au-Mont-d'Or è un comune francese di 2 574 abitanti situato nella metropoli di Lione della regione Alvernia-Rodano-Alpi.
Il comune comporta un'importante comunità italiana, principalmente proveniente da Frosinone, Sardegna e Valle d'Aosta.

## Società

### Evoluzione demografica
Abitanti censiti